# Liste der Baudenkmäler in Sindelsdorf
Auf dieser Seite sind die Baudenkmäler in der oberbayerischen Gemeinde Sindelsdorf zusammengestellt. Diese Tabelle ist eine Teilliste der Liste der Baudenkmäler in Bayern. Grundlage ist die Bayerische Denkmalliste, die auf Basis des Bayerischen Denkmalschutzgesetzes vom 1. Oktober 1973 erstmals erstellt wurde und seither durch das Bayerische Landesamt für Denkmalpflege geführt wird. Die folgenden Angaben ersetzen nicht die rechtsverbindliche Auskunft der Denkmalschutzbehörde.
 Die Liste gibt den Fortschreibungsstand vom 28. Juni 2018 wieder und umfasst neun Baudenkmäler.

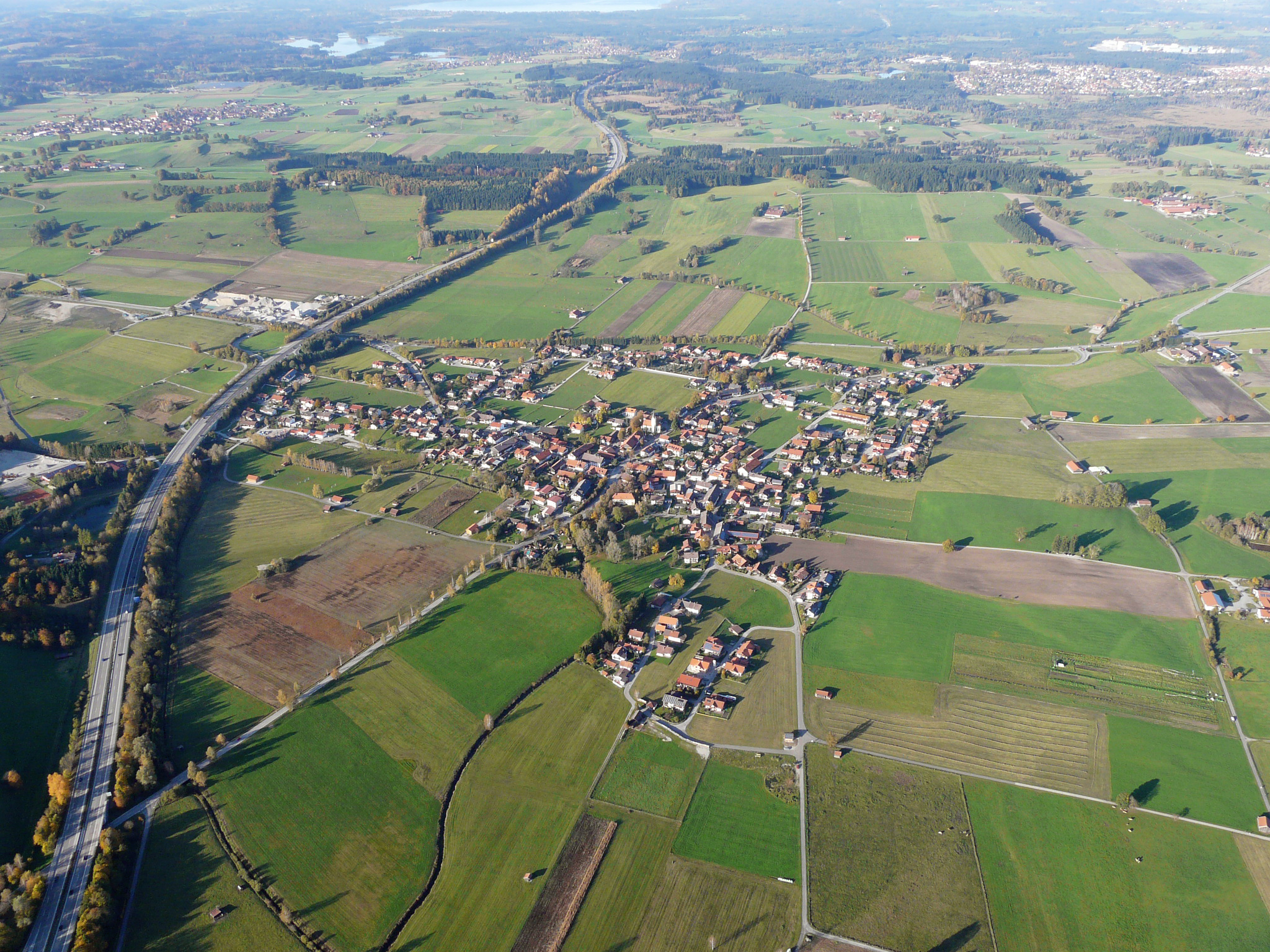
Blick auf Sindelsdorf

## Baudenkmäler nach Ortsteilen

### Sindelsdorf
| Lage                          | Objekt                                          | Beschreibung | Akten-Nr.    | Bild           |
| ----------------------------- | ----------------------------------------------- | --- | ------------ | -------------- |
| Franz-Marc-Straße (Standort)  | Wegkreuz                                        | Barocker Holz-Korpus in erneuertem Gehäuse, 17./18. Jahrhundert. | D-1-90-153-6 | Wegkreuz       |
| Hauptstraße 3 (Standort)      | Getreidekasten des sogenannten Fritz-Hofs       | Erdgeschossig, bezeichnet mit den Jahren 1556 und 1697. | D-1-90-153-2 | weitere Bilder |
| Hauptstraße 5 (Standort)      | Einfirsthof                                     | Ehemalige Wohnung und ehemaliges Atelier der Maler Heinrich Campendonk und Helmuth Macke, zweigeschossiger Flachsatteldachbau mit Putzgliederung, letztes Drittel 19. Jahrhundert, im Kern 18. Jahrhundert, Stallstadel-Anbau, 1903/04. | D-1-90-153-9 | Einfirsthof    |
| Hochleiten (Standort)         | Mariensäule                                     | Farbig gefasste Gusseisenfigur auf Sandsteinsäule, neugotisch, bezeichnet mit dem Jahr 1875. | D-1-90-153-8 | Mariensäule    |
| Kirchenweg 1 (Standort)       | Katholische Pfarrkirche St. Georg               | Schlichter barocker Saalbau mit eingezogenem Polygonalchor und südlichem Flankenturm, 1698/99, Turmoberteil mit Rhombendach 1754; mit Ausstattung.                                                                                      | D-1-90-153-1 | weitere Bilder |
| Kirchsteinstraße 1 (Standort) | Pfarrhaus                                       | Breitgelagerter zweigeschossiger Putzbau mit steilem Walmdach, auf den Grundmauern der ehemaligen Dorfkirche St. Maria errichtet, 1807/08; Teile der ehemaligen Friedhofsmauer, Tuffsteinquader, 17./18. Jahrhundert.                   | D-1-90-153-5 | Pfarrhaus      |
| Kocheler Straße 5 (Standort)  | Votivkapelle, sogenannte Demmelkapelle          | Kleiner verputzter Quaderbau mit massivem Dachreiter mit Zwiebelhaube, im Kern wohl 1669, vergrößert 1786. | D-1-90-153-7 | weitere Bilder |
| Mühlgasse 8 (Standort)        | Ehemaliges Kleinbauernhaus („beim Auschneider“) | Zweigeschossiger Einfirsthof mit flachem Satteldach und schlichter Putzgliederung, nach 1805. | D-1-90-153-4 | weitere Bilder |

## Ehemalige Baudenkmäler
In diesem Abschnitt sind Objekte aufgeführt, die früher einmal in der Denkmalliste eingetragen waren, jetzt aber nicht mehr. Objekte, die in anderem Zusammenhang also z. B. als Teil eines Baudenkmals weiter eingetragen sind, sollen hier nicht aufgeführt werden. Aktennummern in diesem Abschnitt sind ehemalige, jetzt nicht mehr gültige Aktennummern.

| Lage                                      | Objekt        | Beschreibung     | Akten-Nr.    | Bild |
| ----------------------------------------- | ------------- | ---------------- | ------------ | ---- |
| Sindelsdorf Königbergstraße 22 (Standort) | Traufbundwerk | 19. Jahrhundert. | D-1-90-153-3 | BW   |